# Годзилла в аду
«Годзилла в аду» (англ. Godzilla in Hell) — ограниченная серия комиксов, которую в 2015 году издавала компания IDW Publishing.

## Синопсис
Годзилла проходит через испытания ада.

### Выпуски
| № | Дата выхода      | Оценка на Comic Book Roundup    | Предполагаемый объём продаж (первый месяц) |
| - | ---------------- | ------------------------------- | ------------------------------------------ |
| 1 | 15 июля 2015     | 8,4 из 10 на основе 22 рецензий | 15 388, позиция в Северной Америке — 156   |
| 2 | 26 августа 2015  | 8,4 из 10 на основе 16 рецензий | 11 278, позиция в Северной Америке — 169   |
| 3 | 30 сентября 2015 | 7,3 из 10 на основе 11 рецензий | 12 332, позиция в Северной Америке — 164   |
| 4 | 21 октября 2015  | 7,9 из 10 на основе 6 рецензий  | 12 408, позиция в Северной Америке — 160   |
| 5 | 18 ноября 2015   | 8,2 из 10 на основе 6 рецензий  | 12 023, позиция в Северной Америке — 164   |

### Сборники
| Название         | Тип            | Дата выхода     | Собранный материал    | Кол-во страниц | ISBN                       | Предполагаемый объём продаж (первый месяц) |
| ---------------- | -------------- | --------------- | --------------------- | -------------- | -------------------------- | ------------------------------------------ |
| Godzilla in Hell | Мягкая обложка | 17 февраля 2016 | Godzilla in Hell #1-5 | 120            | 978-1631405341, 1631405349 | 1 698, позиция в Северной Америке — 43     |

## Отзывы
На сайте Comic Book Roundup серия имеет оценку 8 из 10 на основе 61 рецензии. Джесс Шедин из IGN дал первому выпуску 8,4 балла из 10 и посчитал, что Джеймс Стоко «был рождён, чтобы рисовать комиксы о Годзилле». Дуг Завиша из Comic Book Resources, обозревая дебют, написал, что «почти безмолвный „Годзилла в аду“ № 1 прекрасен». Оскар Малтби из Newsarama поставил первому выпуску 9 баллов из 10 и подчеркнул, что рисунки Стоко «тщательно детализированы». Чейз Магнетт из ComicBook.com дал дебюту оценку «A» и отметил, что он «выполняет именно то, что обещано в названии», назвав комикс динамичным и жестоким.